# Hermann Hankel
Hermann Hankel (Halle an der Saale, 1839. február 14. – Tübingen, 1873. augusztus 29.) német matematikus, egyetemi tanár, Wilhelm Gottlieb Hankel fia.

## Élete
Riemann, Möbius és Scheibner vezetése alatt matematikát tanult és 1863-ban Lipcsében habilitált. 1867-ben rendkívüli tanár lett, négy ugyanazon évben Erlangenbe rendes tanárrá nevezték ki, 1869-ben pedig Tübingenbe.
Róla nevezték el a Hankel-függvényt, a Hankel-mátrixot és a Hankel-transzformációt.

## Nevezetesebb munkái
- Zur allgemeinen Theorie der Bewegung der Flüssigkeiten (pályamunka, 1861);
- Vorlesungen über die komplexen Zahlen und ihre Funktionen (Lipcse 1867, bevégezetlen);
- Zur geschichte der Mathematik im Altertum und Mittelalter (uo. 1874),
- Vorlesungen über die Elemenete der projektivischen Geometrie (uo. 1875).